# Atletica leggera ai Giochi della XXI Olimpiade - Staffetta 4×100 metri maschile

Video della Finale (commento in russo)

La staffetta 4×100 metri ha fatto parte del programma maschile di atletica leggera ai Giochi della XXI Olimpiade. La competizione si è svolta nei giorni 30-31 luglio 1976 allo Stadio Olimpico (Montréal).

## Presenze ed assenze dei campioni in carica
| Competizione      | Atleta      | Prestazione | Montréal 1976 |
| ----------------- | ----------- | ----------- | ------------- |
| Monaco 1972       | Stati Uniti | 38”19       | Presenti      |
| Commonwealth 1974 | Australia   | 39”31       | Assente       |
| Europei 1974      | Francia     | 38”69       | Presente      |
| Asiatici 1974     | Tailandia   | 40”14       | Presente      |
| Panamericani 1975 | Stati Uniti | 38”31A      | Presenti      |

## Finale
| Posizione | Paese            | Atleti                                                                  | Tempo |
| --------- | ---------------- | ----------------------------------------------------------------------- | ----- |
|           | Stati Uniti      | Harvey Glance John Jones Millard Hampton Steven Riddick                 | 38"33 |
|           | Germania Est     | Manfred Kokot Jorg Pfeifer Klaus-Dieter Kurrat Alexander Thieme         | 38"66 |
|           | Unione Sovietica | Aleksandr Aksinin Nikolaj Kolesnikov Jurij Silov Valerij Borzov         | 38"78 |
| 4         | Polonia          | Andrzej Swierczynski Marian Woronin Bogdan Grzejszczak Zenon Licznerski | 38"83 |
| 5         | Cuba             | Francisco Gomez Alejandro Casañas Hermes Ramirez Silvio Leonard         | 39"01 |
| 6         | Italia           | Vincenzo Guerini Luciano Caravani Luigi Benedetti Pietro Mennea         | 39"08 |
| 7         | Francia          | J. Claude Amoreux Joseph Arame Lucien Sainte-Rose Dominique Chauvelot   | 39"16 |
| 8         | Canada           | Hugh Spooner Marvin Nash Albin Dukowski Hugh Fraser                     | 39"47 |

Valerij Borzov termina la sua carriera olimpica conquistando la sua quinta medaglia.